# تپه اطراف شهر سوخته ۳۴۵
تپه اطراف شهر سوخته ۳۴۵ مربوط به هزاره سوم و ۲ قم است و در شهرستان زابل، بخش شیب اب، دهستان لوتک، روستای حومه شهر سوخته، ۴۹ کیلومتری جنوب شرق پایگاه باستان‌شناسی شهر سوخته واقع شده و این اثر در تاریخ ۲۲ آبان ۱۳۸۶ با شمارهٔ ثبت ۱۹۹۶۶ به‌عنوان یکی از آثار ملی ایران به ثبت رسیده است.